# 克卜勒34
克卜勒34（Kepler-34）是一顆位於天鵝座的食聯星。系統中的兩顆恆星質量分別與太陽幾乎相同，且都是光譜G型的恆星。兩顆恆星距離0.22天文單位，在橢圓軌道上以週期27日環繞兩者質量中心。

## 行星系統
系外行星克卜勒34b是一個環繞克卜勒34聯星系統的氣體巨行星。該行星質量稍高於木星質量的五分之一，半徑是木星的0.764倍。公轉週期是288.822日，軌道半長軸稍高於1天文單位，是目前已知凌日行星中最大的。
| 成員 (依恆星距離) | 质量     | 半長軸 (AU) | 轨道周期 (天) | 離心率 | 傾角 | 半径 |
| ----------------- | -------- | ----------- | ------------- | ------ | ---- | ---- |
| b                 | 0.220 MJ | 1.0896      | 288.822       | 0.182  | —    | —    |